# 老街 (倫敦)

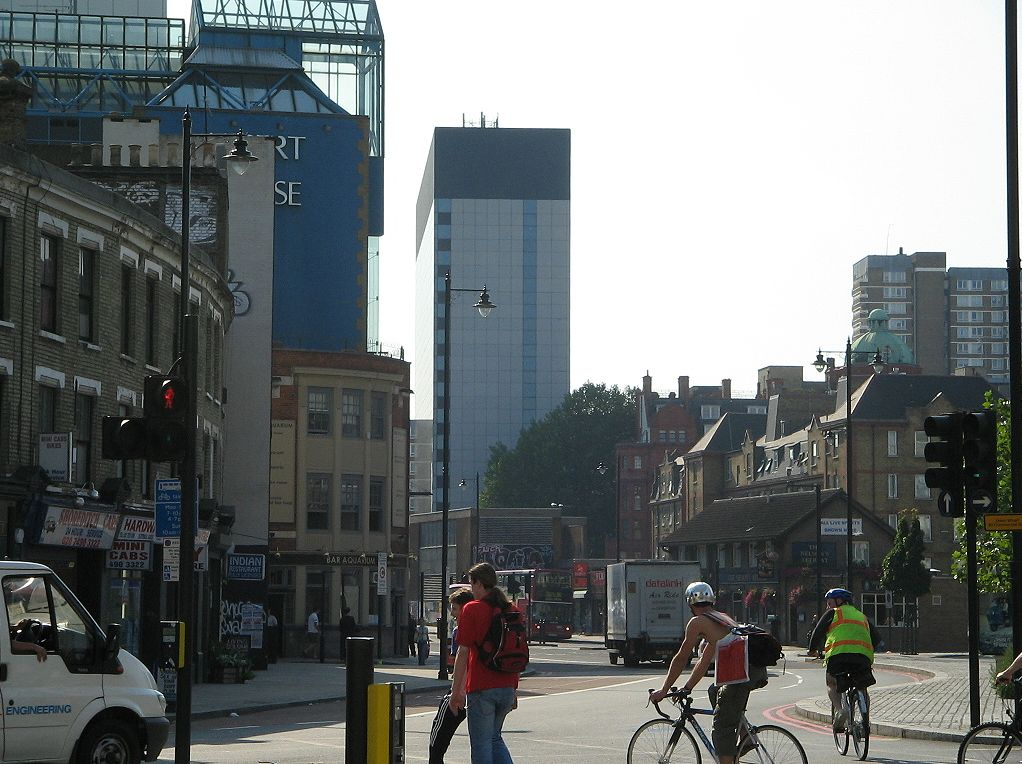

老街（英語：Old Street）是位於倫敦中部和東部的一條街道，西起伊斯靈登倫敦自治市，東至哈克尼倫敦自治市。距離老街最近的倫敦地鐵車站是北線的老街站。老街是許多塗鴉愛好者喜愛的創作地點。老街的東側是許多IT企業的集中地。